# Wallfahrtskirche Sellrain

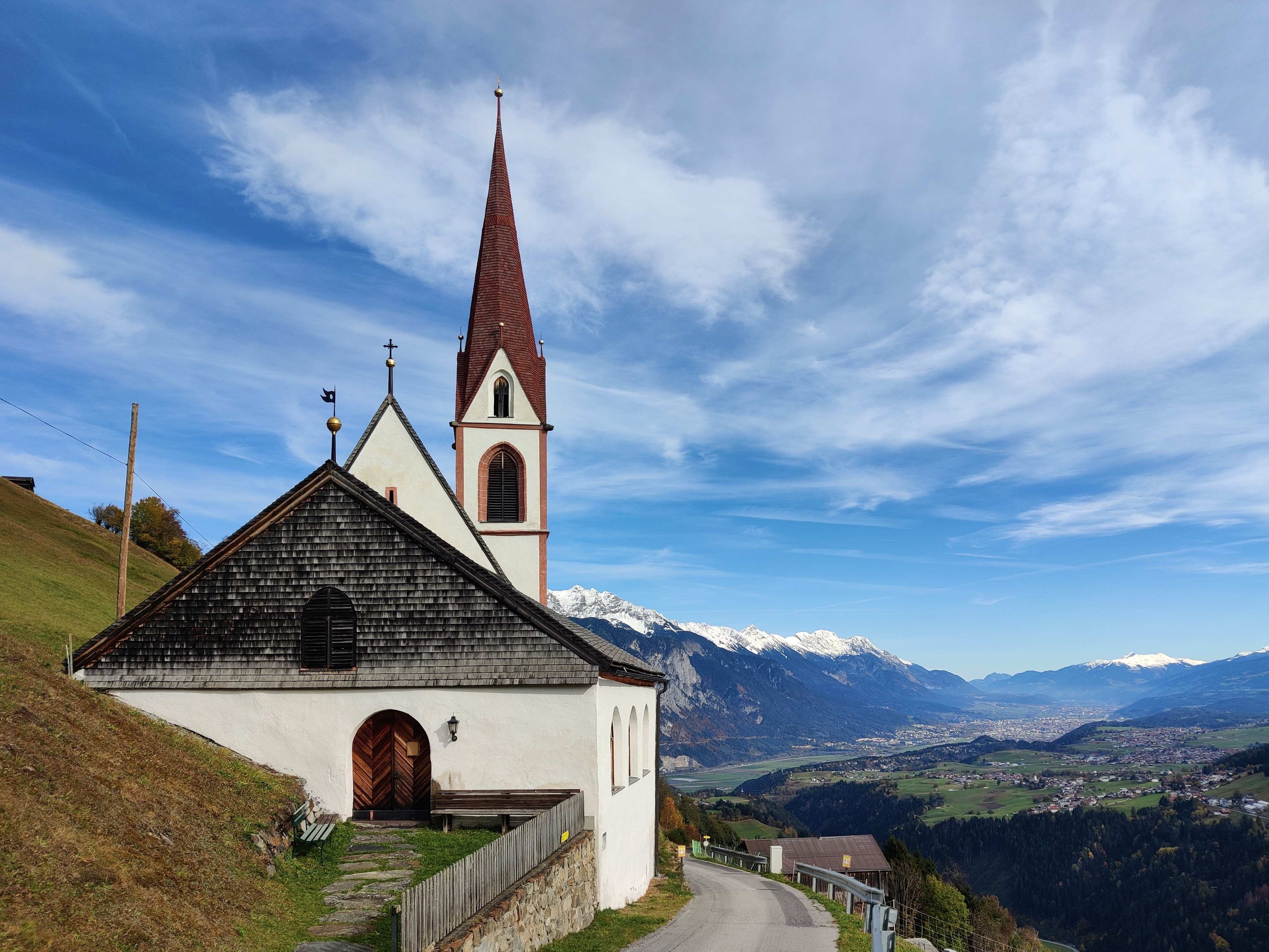
Katholische Wallfahrtskirche hl. Quirin in Sellrain

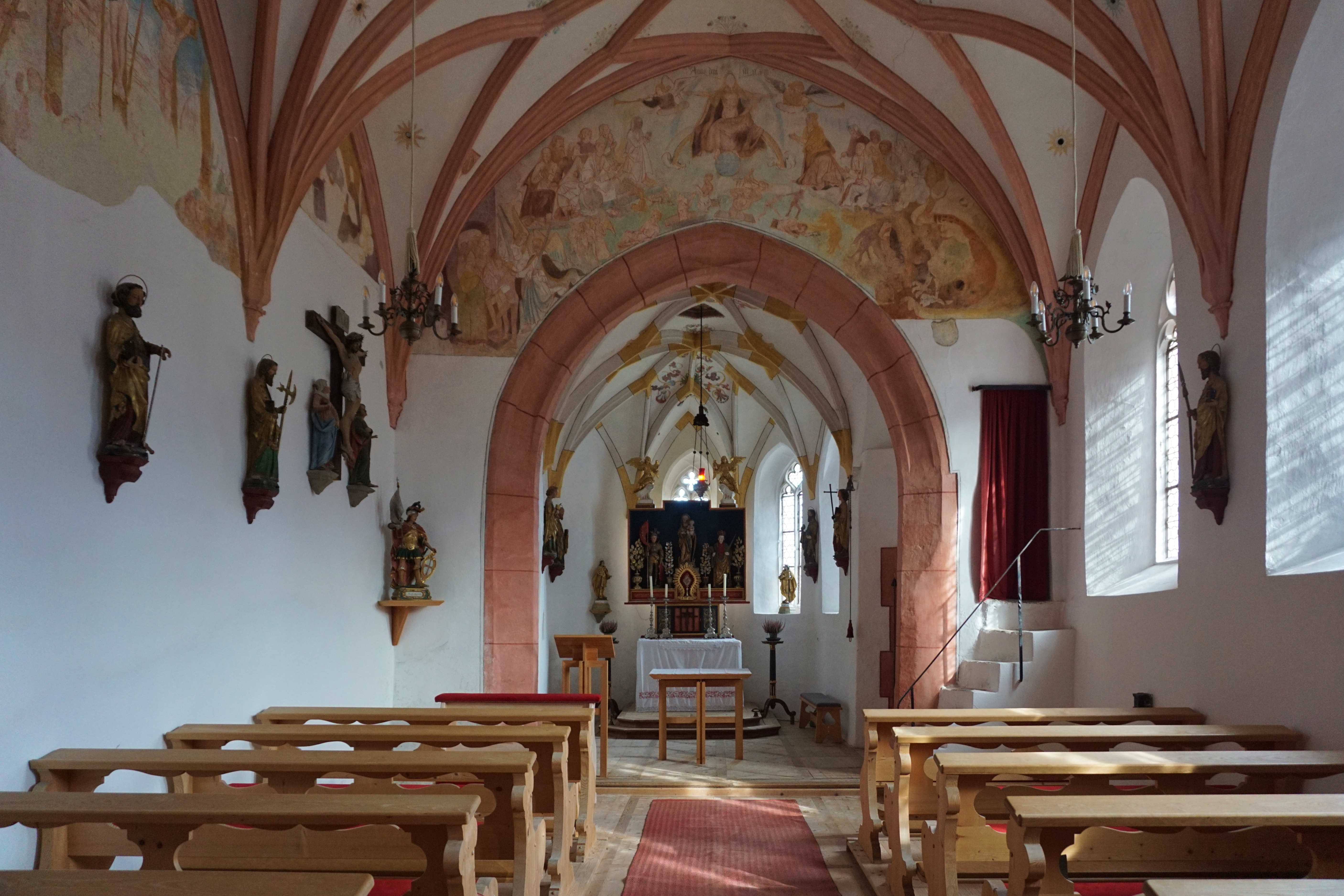
Innenraum der Kirche, Langhaus, Blick zum Chor

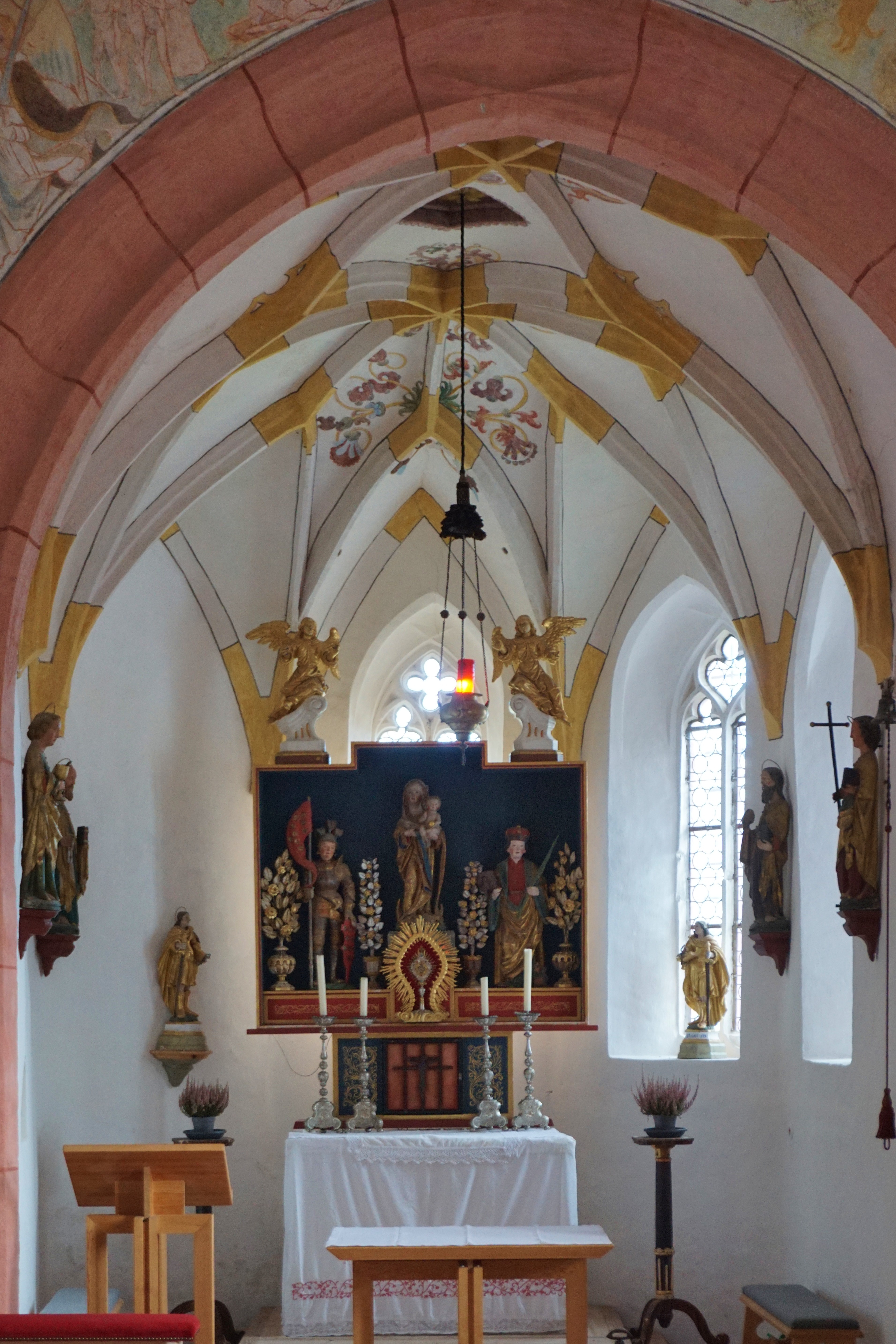
Altar

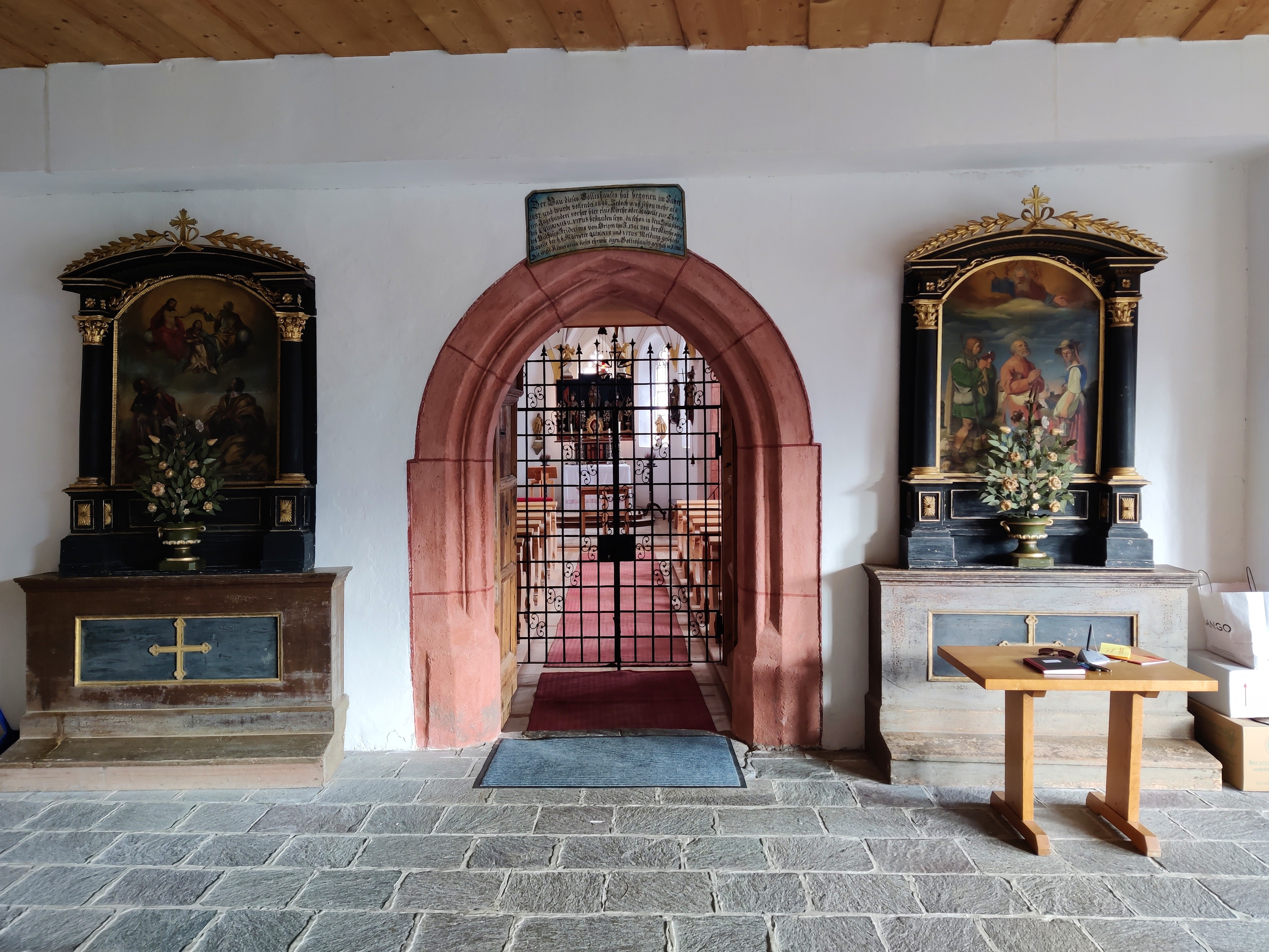
Gotisches Portal mit flankierend zwei Biedermeier-Hausaltärchen

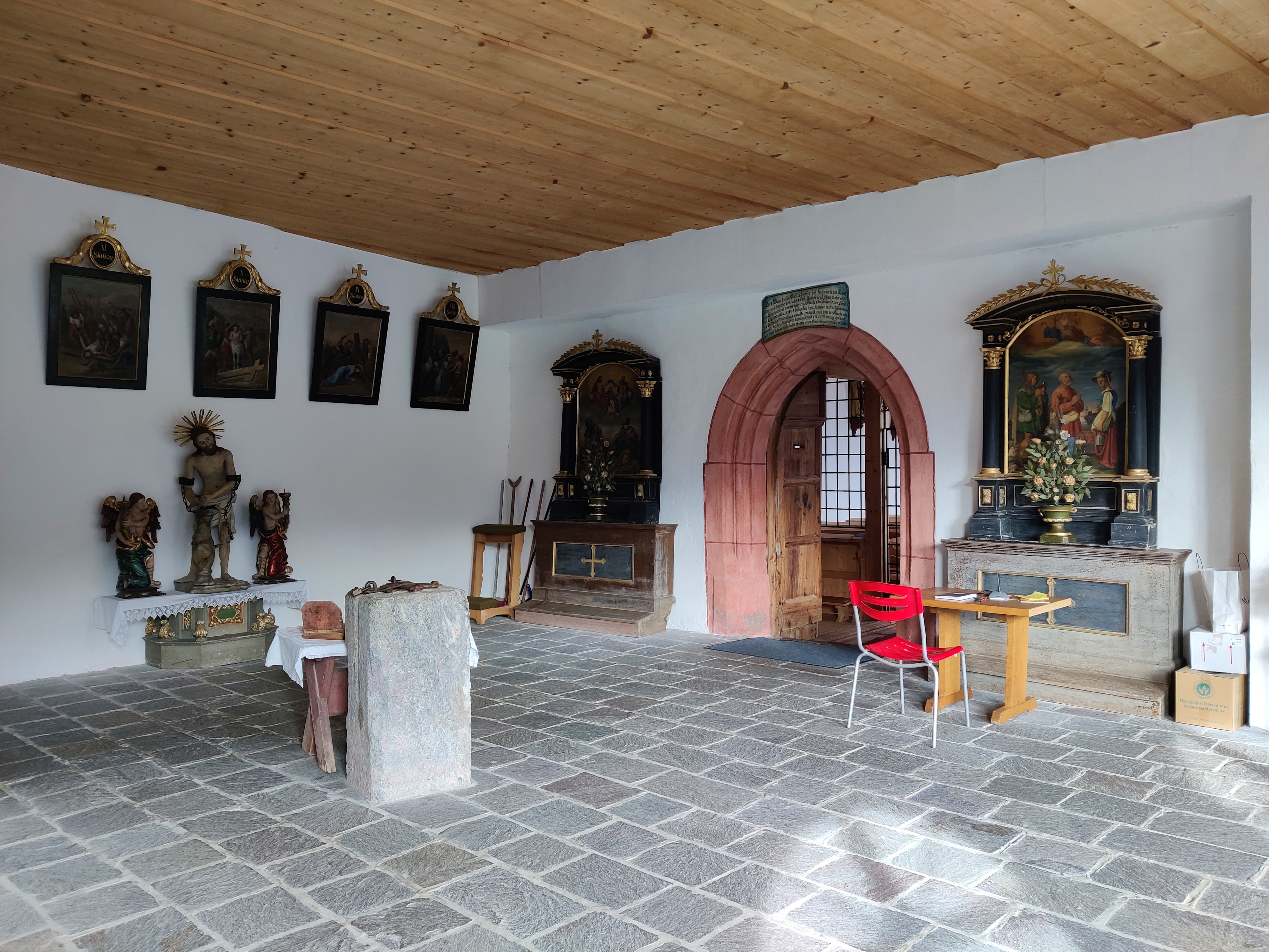
Vorraum

Die Wallfahrtskirche Sellrain steht auf einer steilen Querlehne nördlich über Rothenbrunn auf 1243 m Höhe in der Gemeinde Sellrain im Bezirk Innsbruck-Land im Bundesland Tirol. Die dem Patrozinium hl. Quirin unterstellte römisch-katholische Wallfahrtskirche gehört zum Dekanat Wilten-Land in der Diözese Innsbruck. Die Kirche steht unter Denkmalschutz (Listeneintrag).

## Geschichte
Urkundlich wurde 1391 eine Kirche als schon lange bestehend genannt, sie gilt als älteste Kirche des Sellraintales. Der gotische Kirchenbau wurde von 1487 bis 1496 von der Innsbrucker Bauhütte errichtet. 1848 wurde im Westen der Kirche eine breit gelagerte Vorhalle unter einem Satteldach angebaut. 1848/1852 war eine Renovierung. 1958/1959 war eine Restaurierung.

## Architektur
An das kurze Langhaus schließt ein stark eingezogener niedrigerer Chor mit einem Dreiachtelschluss an. Der Südturm in der Chorecke zum Langhaus ist durch gekappte Gurtgesimse gegliedert, die Baukanten und die gekehlten Laibungen der breitspitzbogigen Schallfenster sowie die Giebelfenster sind durch blau-rot- und ockerfarbene Ortsteinbemalung hervorgehoben, der Turm trägt einen Spitzhelm. Die nördliche Hangseite der Kirche ist fensterlos, an der dem Tal zugewandten Südseite und im Chorschluss befinden sich leicht gekehlte Spitzbogenfenster mit Mittelpfosten und zartem Maßwerk in wechselnden Formen analog der Pfarrkirche Seefeld in Tirol, die schmiedeeisernen Fenstergitter sind mit Herzformen belebt. Durch die Errichtung einer breit gelagerten westlichen Vorhalle 1848 sind von der ursprünglichen Eingangsfront nur die Giebelluke und darüber Reste eines gemaltes Bindenschild sichtbar, das doppelt gekehlte Spitzbogenportal hat Stabdurchkreuzungen.
Das Kircheninnere zeigt ein vierjochiges Langhaus. Durch die Entfernung der Westempore ist die Fensterrose mit Fischblasenmaßwerk aus Sandstein innen sichtbar. Der spitzbogige Triumphbogen ist in der Bogenführung gekehlt und hat eine Stabdurchkreuzung im Scheitel. Das Netzrippengewölbe im Langhaus setzt auf Konsolen mit in sich durchkreuzenden Bündeln an, das Sternrippengewölbe im Chor ruht auf eingeschwungenen Anläufen. Am Triumphbogen führt südlich eine Stiege zum Turmeingang. Südlich im Chor befindet sich das Sakristeiportal mit einem geraden von Konsolen unterfangenen Sturz, die Eisenplattentür ist gebändert, nördlich im Chor befindet sich eine Rundbogennische.
Spätgotische Rankenmalerei ziert die Gewölbezwickel, das Stifterwappen nennt 1516, ein Wappen zeigt ein Meisterzeichen. Am Triumphbogen zeigt ein Fresko von 1513 das Jüngste Gericht, das Fresko wurde 1959 aufgedeckt. Nördlich im Langhaus befinden sich eine Darstellung der Kreuzigung und Dreifaltigkeit als drei auf Thronsesseln sitzende Gestalten.

## Ausstattung
Der Hochaltar ist ein moderner Schrein aus dem Jahr 1959, er trägt als drei Schreinfiguren eine Madonna zwischen Quirin und Veit des ehemaligen spätgotischen Altares um 1510/1515.
Es gibt frühgotische für die Tiroler Plastik des ausgehenden 14. Jahrhunderts entwicklungsgeschichtlich bedeutende Apostelstatuetten um 1380/1400 von der ersten 1391 genannten Kapelle, jetzt auf Konsolen an den Wänden.
In der Vorhalle gibt es flankierend zum gotischen Portal zwei Biedermeier-Hausaltärchen, links mit dem Altarblatt Mariä Krönung mit den Heiligen Jakobus und Josef aus dem Ende des 18. Jahrhunderts, rechts ein bemerkenswertes romantisches Tafelbild der Heiligen Isidor, Wendelin, Notburga von Hans Kapferer 1850.
Eine Glocke nennt Johann Paul Schellener 1728.